# Guarita (Itabaiana)

Guarita é um distrito do município de Itabaiana, no estado brasileiro da Paraíba. Localiza-se a aproximadamente 6 km do centro do município, às margens do rio Paraíba, sobre o qual passa uma ponte de ferro. A estação Lauro Müller, administrada pela Transnordestina Logística, situa-se no distrito.
Guarita aparece como parte do município de Itabaiana desde divisões territoriais datadas de 31 de dezembro de 1936 e 31 de dezembro de 1937.